# مارتن فيريرو
مارتن فيريرو (بالإنجليزية: Martin Ferrero)‏ (و. 1947 – م) هو ممثل، وممثل مسرحي، وممثل تلفزيوني، من الولايات المتحدة الأمريكية، ولد في بروكبورت.

## التعليم
تعلم في جامعة سان هوزيه.

## وصلات خارجية
- مارتن فيريرو على موقع IMDb (الإنجليزية)
- مارتن فيريرو على موقع ألو سيني (الفرنسية)
- مارتن فيريرو على موقع تيرنر كلاسيك موفيز (الإنجليزية)
- مارتن فيريرو على موقع أول موفي (الإنجليزية)
- مارتن فيريرو على موقع قاعدة بيانات الأفلام السويدية (السويدية)
- مارتن فيريرو على موقع قاعدة بيانات الفيلم (الإنجليزية)
- مارتن فيريرو على موقع كينوبويسك (الروسية)